# Heida Reed
Pour les articles homonymes, voir Reed.
Heida Reed est une actrice islandaise née le 22 mai 1988 à Reykjavik.
Elle est surtout connue pour avoir interprété le rôle d'Elizabeth dans la série Poldark, adaptée des romans de Winston Graham et l'agent spécial du FBI Jamie Kellett dans la série FBI: International.

## Biographie
En 2021, elle obtient un rôle principale dans la troisième série de la franchise FBI de Dick Wolf. Intitulée FBI: International, elle met notamment en vedette Luke Kleintank, Carter Redwood, Vinessa Vidotto et Christiane Paul. Le lancement de la nouvelle série débute lors d'un crossover géant avec FBI et FBI: Most Wanted diffusée le 21 septembre 2021 sur le réseau CBS,.

## Filmographie

### Cinéma
- 2011 : Un jour : Ingrid
- 2012 : Vampyre Nation (True Bloodthirst) : Celeste
- 2013 : Eternal Return (court métrage) : Isabelle
- 2022 : Perdus dans l'Arctique (Against the Ice) de Peter Flinth : Naja
- 2022 : Blanck de Natalie Kennedy : Rita
- 2022 : Summerlight... and Then Comes the Night de Elfar Adalsteins : Elísabet

### Télévision
- 2013 : Jo
- 2014 : Affaires non classées
- 2014 : Meurtre au pied du volcan
- 2015-2018 : Poldark
- 2016 : The Paradise
- 2016 : Meurtres au Paradis : Eloise Ronson (S05E03)
- 2018 : Stella Blómkvist : Stella (12 épisodes)
- 2021 - 2023 : FBI: International : agent spécial du FBI, Jamie Kellett (rôle principal - 43 épisodes)
- 2023 : FBI : agent spécial du FBI, Jamie Kellett (saison 5, épisode 17)